# A Moveable Feast
A moveable feast (lançado em português com o título Paris é uma festa) é um livro póstumo do escritor estadunidense Ernest Hemingway. Foi lançado em 1964, três anos portanto após a sua morte, a partir de manuscritos do escritor editados por sua viúva, Mary Hemingway. O livro trata das memórias do escritor da década de 1920, período no qual viveu em Paris com sua primeira esposa, Hadley Richardson. Além de mostrar o aprendizado do ofício de escritor por Hemingway, o livro mostra seu convívio com personalidades como Pablo Picasso, Ezra Pound, F. Scott Fitzgerald, Ford Madox Ford, Evan Shipman, Hilaire Belloc, Pascin, John Dos Passos, Wyndham Lewis, James Joyce, Gertrude Stein e Hermann von Wedderkop. 

## Etimologia
O título (traduzido do inglês, "uma festa móvel"), que remete às festas móveis, foi sugerido por A. E. Hotchner, biógrafo e amigo de Hemingway, que se lembrou de uma carta de Hemingway (que aparece no início do livro) no qual ele dizia: "se você tiver tido a sorte de ter vivido em Paris na sua juventude, então, onde que você vá no resto da sua vida, isso ficará com você, porque Paris é uma festa móvel". 

## História
Em novembro de 1956, Hemingway recuperou dois pequenos baús que ele havia deixado no porão do Hôtel Ritz Paris em maio de 1928. Os baús continham cadernos que o escritor havia preenchido com anotações durante a década de 1920. Ele, então, transcreveu os cadernos e começou a preparar um livro de memórias do período, ao mesmo tempo em que escrevia The Dangerous Summer. Hemingway reescreveu vários trechos e preparou uma versão final, porém, após sua morte em 1961, sua viúva e executora literária Mary Hemingway editou o manuscrito. 
Em 1982, o professor da Universidade de Montana Gerry Brenner escreveu um artigo intitulado Are we going to Hemingway's feast? ("Nós vamos para a festa de Hemingway?") no qual questionava as edições feitas por Mary. Segundo ele, por exemplo, Mary havia alterado a ordem dos capítulos por motivos cronológicos, mas, com isso, ela interrompeu uma sequência de descrições do caráter de personalidades como Sylvia Beach e Gertrude Stein. O capítulo Birth of a new school, que Hemingway havia excluído do manuscrito, foi reinsertado por Mary. A mais grave alteração, porém, teria sido a exclusão de uma apologia que Hemingway havia escrito a respeito de sua primeira esposa, Hadley Richardson. 
Em contraste, A. E. Hotchner disse que recebeu, em 1957, uma versão quase final do manuscrito e que ele era praticamente igual à versão do livro apresentada por Mary.
Em 2009, o neto de Hemingway e Pauline Pfeiffer, Seán Hemingway, lançou uma nova versão do livro com as seguintes alterações:
- a carta introdutória de Hemingway, que havia sido montada por Mary a partir de vários fragmentos, foi removida;
- o capítulo Birth of a new school e largos trechos dos capítulos Ezra Pound and the measuring worm, There is never any end to Paris e Winter in Schruns foram readicionados. O capítulo não publicado The pilot fish and the rich foi adicionado.
- O capítulo 7 (Shakespeare and company) foi transferido para o capítulo 3, e o capítulo 16 (Nada y pues nada) foi transferido para o final do livro.
- o uso da segunda pessoa de Hemingway foi restaurado em vários trechos.

A nova versão de Seán foi criticada por alguns críticos, como A. E. Hotchner, que disse que Seán retirou trechos pouco lisonjeiros a sua avó. 

## Citações
Em suas primeiras apresentações de stand-up no final da década de 1960, Woody Allen costumava mencionar a recente publicação do livro que narrava seu convívio com Hemingway, os Fitzgeralds e Gertrude Stein. Woody Allen dizia, então: "e Hemingway me golpeou na boca".
A livraria Shakespeare and Company possui um banco usado para se atingir as prateleiras mais altas intitulado "um banco móvel".
A comédia The Moderns (1988) recria os personagens descritos no livro.
O livro aparece numa cena do filme Cidade dos Anjos (1998) numa troca entre os personagens interpretados por Nicolas Cage e Meg Ryan. 
O escritor espanhol Enrique Vila-Matas nomeou sua obra París no se acaba nunca (2003) em homenagem ao último capítulo do livro de Hemingway.
O filme de 2011 de Woody Allen Meia-Noite em Paris se passa parcialmente na Paris dos anos 1920 retratada no livro de Hemingway. No filme, o personagem interpretado por Owen Wilson utiliza duas vezes a expressão "uma festa móvel". 
O filme The Words (2012) usa um resumo do livro para representar um manuscrito encontrado numa mochila.
No seriado American Gods (2017), no segundo episódio da segunda temporada, o protagonista é visto lendo na espera do hospital.